# Lucius Lucretius Tricipitinus Flavus
Lucius Lucretius Tricipitinus Flavus est un homme politique sous la République romaine, membre de la gens patricienne des Lucretii.
- En 393 av. J.-C., il est consul suffect avec Servius Sulpicius Camerinus. Lucretius mène une campagne contre les Èques[1] et il est proposé pour le règlement des territoires de Véies[2],[3]. Pendant la guerre, les Romains prennent aux Èques la ville de Liphlus[4].
- En 391 av. J.-C., après une disette et une épidémie qui provoque le décès de plusieurs magistrats, le Sénat décide de faire élire des tribuns militaires à pouvoir consulaire, en plus grand nombre que les consuls, afin que l'État ne soit pas privé de direction. Lucretius est élu avec cinq autres collègues (ou seulement trois autres selon Diodore[5]). Lui et Caius Aemilius Mamercinus parviennent à contraindre Volsinies à la reddition et à accepter une trêve de vingt ans[6].
- En 388 av. J.-C., il est encore tribun militaire à pouvoir consulaire[7],[8].
- En 383 av. J.-C., il est une fois de plus tribun militaire à pouvoir consulaire. Les tribuns continuent la guerre contre les Volsques et les Latins[9].
- En 381 av. J.-C., il est tribun militaire à pouvoir consulaire pour la dernière fois [10].

### Auteurs antiques
- Tite-Live, Histoire romaine, Livre II, 61-64 et Livre III, 1 sur le site de l'Université de Louvain
- Diodore de Sicile, Histoire universelle, Livre XI, 25/29 sur le site de Philippe Remacle

### Auteurs modernes
- (en) T. Robert S. Broughton, The Magistrates of the Roman Republic : Volume I, 509 B.C. - 100 B.C., New York, The American Philological Association, coll. « Philological Monographs, number XV, volume I », 1951, 578 p.